# The Long Con (Izgubljeni)
"The Long Con" je 38. epizoda televizijske serije Izgubljeni i 13. epizoda druge sezone serije. Epizodu je režirala Roxann Dawson, a napisali su je Leonard Dick i Steven Maeda. Prvi puta se emitirala 8. veljače 2006. godine na televizijskoj mreži ABC. Glavni lik radnje epizode je James "Sawyer" Ford. 

## Radnja

### Prije otoka
U radnji prije otoka pratimo Sawyera koji pokušava prevariti rastavljenu ženu imena Cassidy. Dok se oblači, Sawyeru "slučajno" ispadne kovčeg prepun lažnih novčanica napravljenih od novina. Cassidy, međutim, odmah prozre Sawyera te ga nagovara da joj pokaže kako prevariti ljude za veliku svotu novca. 
Njih dvoje uskoro prevare dvojicu muškaraca na benzinskoj postaji uz pomoć lažnog nakita, a u tijeku sljedećih nekoliko mjeseci isceniraju još nekoliko prevara. Nakon toga ga Cassidy upita kako se radi "dugačka prevara" (The Long Con) te ga obavještava da je u procesu razvoda dobila 600 tisuća dolara. Sawyer se kasnije nalazi na večeri (gdje ga uslužuje Diane, majka od Kate) s Gordyjem, svojim partnerom. Tamo otkrivamo da Sawyer zapravo cijelo vrijeme vara Cassidy te da je ona "dugačka prevara", ali se on sada želi povući zbog toga što je prema njoj razvio osjećaje. Gordy mu govori da mora nastaviti s prevarom i prijeti njegovim i Cassidyinom životom ako ovaj ne učini onako kako on kaže.
U posljednjoj flashback sceni vidimo Sawyera koji se vraća kući i govori Cassidy da mora pobjeći, jer ih njegov partner Gordy namjerava ubiti i pokaže na automobil parkiran vani. Tada joj otkriva da je cijelo vrijeme ona bila "dugačka prevara" i da je znao za njezin novac od početka, ali da će ih Gordy ubiti zbog toga što Sawyer ne želi ukrasti taj novac. On je šalje iz kuće s novcem spremljenim u torbu. Nakon toga odlazi do parkiranog auta za kojeg u tom trenutku saznajemo da je zapravo prazan. Kasnije se vraća kući i vadi pravi novac koji je sakrio dok je Cassidy davao lažnu torbu.

### Na otoku
Jack i Locke svo oružje, lijekove i statuice Djevice Marije stavljaju u spremište. Jack također u posebnu torbu stavlja šest pištolja skupa s ključem. Njih dvojica se slože da nitko drugi osim njih dvojice neće znati kombinaciju spremišta gdje se sve nalazi te da će obojica biti prisutni ako netko od njih želi otvoriti vrata.
Sawyer govori Charlieju da su njih dvojica sada najmanje omiljeni ljudi na otoku. Charlie odgovara Sawyeru da bi trebao više biti zabrinut zbog činjenice što mu Jack prevrće šator. Sawyer se suočava s Jackom koji mu objašnjava da samo želi vratiti lijekove za bolove koje je ovaj ukrao. Sawyer mu na to odgovara da su ti lijekovi zapravo ukradeni od njega dok je bio na splavi. Također govori Kate da se Jack sada rađe druži s Ana Lucijom nego s njom.
Ana Lucia upita Jacka je li mu Locke rekao kombinaciju sefa gdje se nalazi oružje na što ovaj potvrdno odgovara. Ana napominje da se preživjeli sada osjećaju sigurnima, ali da zapravo nitko nije siguran. Nakon toga upita Jacka za šifru sefa, ali joj je ovaj ne želi dati.
Dok Kate čita Sawyeru ovaj joj govori o vojsci koju Jack i Ana Lucia žele oformiti. U međuvremenu u pokušaju da oraspoloži Sayida nakon smrti Shannon, Hurley pokušava ponovno s njim uspostaviti kontakt. Hurley mu govori da je otišao do šatora od Rose i Bernarda te da im je uzeo radio kojeg su oni donijeli iz okna Strijela. Hurley također otkriva da je Bernard bio taj koji je čuo Booneov poziv iz nigerijskog zrakoplova punog droge. Upita Sayida da li ovaj može ponovno osposobiti radio u nadi da će pronaći novi signal, ali mu Sayid govori da ne može.
Sun radi u svom vrtu kada začuje zvukove koji joj dopiru iza leđa. Međutim, uskoro vidi Vincenta kako protrčava kroz vrt. Ipak, par sekundi poslije netko joj stavlja vreću na glavu, veže joj ruke i vuče po zemlji. Sawyer i Kate začuju njezine vriskove, trče prema njoj i pronalaze ju onesviještenu. Vrate ju u kamp, a preživjeli se u tom trenutku počnu bojati da su se Drugi vratili. Jack ih sve uvjerava da će Sun biti dobro. Jin, međutim, traži pištolj kako bi se osvetio. Unatoč Jackovim željama da čekaju dok Sun ne dođe k sebi, Sawyer i Kate se vraćaju tamo gdje je Sun bila napadnuta kako bi istražili područje. Uskoro pronalaze vreću i kada shvate da se ona razlikuje od one koju je "Mr. Friendly" stavio Kate na glavu zaključe da je Sun napao netko od preživjelih. Kate sumnja na Anu Luciju za koju misli da želi uvesti strah među preživjele kako bi lakše oformila vojsku koja bi se trebala boriti protiv Drugih.
Kate izražava svoju zabrinutost Jacku te kaže Sawyeru da upozori Lockea da Jack dolazi po oružje. Locke je, međutim, u međuvremenu premjestio oružje tako da ga niti Jin niti Jack ne mogu pronaći. Locke ostavlja Sawyera da pritisne brojeve u oknu dok on skriva oružje. Jack ulazi u okno u potrazi za pištoljima, ali sef je prazan. Kada se Jack suoči s Lockeom na obali u vezi nestalog oružja, Locke se brani činjenicom da se Jack nije pridržavao njihovog dogovora. Tijekom njihove uzavrele diskusije čuju se pucnjevi i pojavljuje se Sawyer s automatskom puškom u rukama. Sawyer otkriva da je cijeli incident bio "dugačka prevara" kako bi se domogao oružja te proglasio samog sebe "novim šerifom u gradu". Bez da to ostali znaju, pravi napadač na Sun u vrtu (kao i onaj koji je pratio Lockea do mjesta gdje je ovaj sakrio oružje) je bio Charlie koji je pristao na Sawyerov plan kako bi ponizio Lockea. Sawyer mu nudi jednu statuu Djevice Marije, ali ovaj to odbije. Nakon toga upita Sawyera kako netko uopće može smisliti takav plan, a ovaj mu odgovara: "Ja nisam dobra osoba, Charlie. Nikad u životu nisam učinio ništa dobrog."
Sayid donosi Hurleyju radio, skupa s malim odašiljačem kako bi ponovno pokušali dobiti signal. Prvo što čuju je ženski glas na francuskom jeziku za kojeg Sayid odmah otkrije da je to vjerojatno Rousseauin poziv u pomoć, a nakon toga uhvate pjesmu Glenna Millera "Moonlight Serenade". Premda Hurley pomisli da se sigurno nalaze u blizini nekog odašiljača, Sayid mu objašnjava da se radio valovi odbijaju od ionosfere te da mogu putovati tisućama milja. Sayid također govori da ti radio valovi mogu dolaziti s bilo kojeg mjesta na što Hurley odgovara "...i iz bilo kojeg vremena".

## Vanjske poveznice
- "The Long Con"  Arhivirana inačica izvorne stranice od 1. ožujka 2011. (Wayback Machine) at ABC